# Куропаткин, Алексей Николаевич
Алексе́й Никола́евич Куропа́ткин (17 [29] марта 1848, Витебск, Витебская губерния — 16 января 1925, Шешурино, Псковская губерния) — русский военный и государственный деятель, генерал от инфантерии (1 января 1901), генерал-адъютант (14 апреля 1902), военный министр, член Государственного совета. В Русско-японскую войну последовательно занимал должности командующего Маньчжурской армией (7 февраля — 13 октября 1904), главнокомандующего всеми сухопутными и морскими вооружёнными силами, действующими против Японии (13 октября 1904 — 3 марта 1905), командующего 1-й Маньчжурской армией (8 марта 1905 — 3 февраля 1906).
В феврале 1916 года получил назначение на пост главнокомандующего армиями Северного фронта, занимавшего фронт вдоль Западной Двины и защищавшего путь к Петрограду.
В 1916 году в должности Туркестанского генерал-губернатора руководил подавлением выступления коренного населения против мобилизации на тыловые работы.

## Биография
Из дворян Псковской губернии. Сын капитана в отставке Николая Емельяновича Куропаткина (1817—1877).
Окончил 1-й кадетский корпус (1864) и 1-е военное Павловское училище (1866), откуда выпущен был подпоручиком в 1-й Туркестанский стрелковый батальон. В 1867—1868 — в походе против бухарцев. Участвовал в штурме Самаркандских высот, в бою на Зерабулакских высотах, повторном взятии Самарканда и других боях. За боевые отличия был награжден орденами св. Станислава и св. Анны 3-й степени с мечами и бантом, и произведен в поручики. В 1869 году назначен ротным командиром, а в августе 1870 года за отличие по службе был произведён в штабс-капитаны.
В 1871 году поступил в Николаевскую академию Генштаба, которую окончил в 1874 году первым, получив научную командировку в Германию, Францию и Алжир.
Находясь в Алжире, участвовал во французской экспедиции в Сахару. Возвратившись в Россию в конце 1875 года, был переведён в Генеральный штаб и продолжил службу в штабе Туркестанского военного округа.
Участвовал в Кокандском походе.
При взятии Уч-Кургана первым ворвался в крепостицу, командуя полуротой охотников и сотней казаков, за что был награждён орденом Святого Георгия 4-й степени.
В мае 1876 года отправлен во главе посольства к Якуб-Беку Кашгарскому для установления границ с Ферганой.

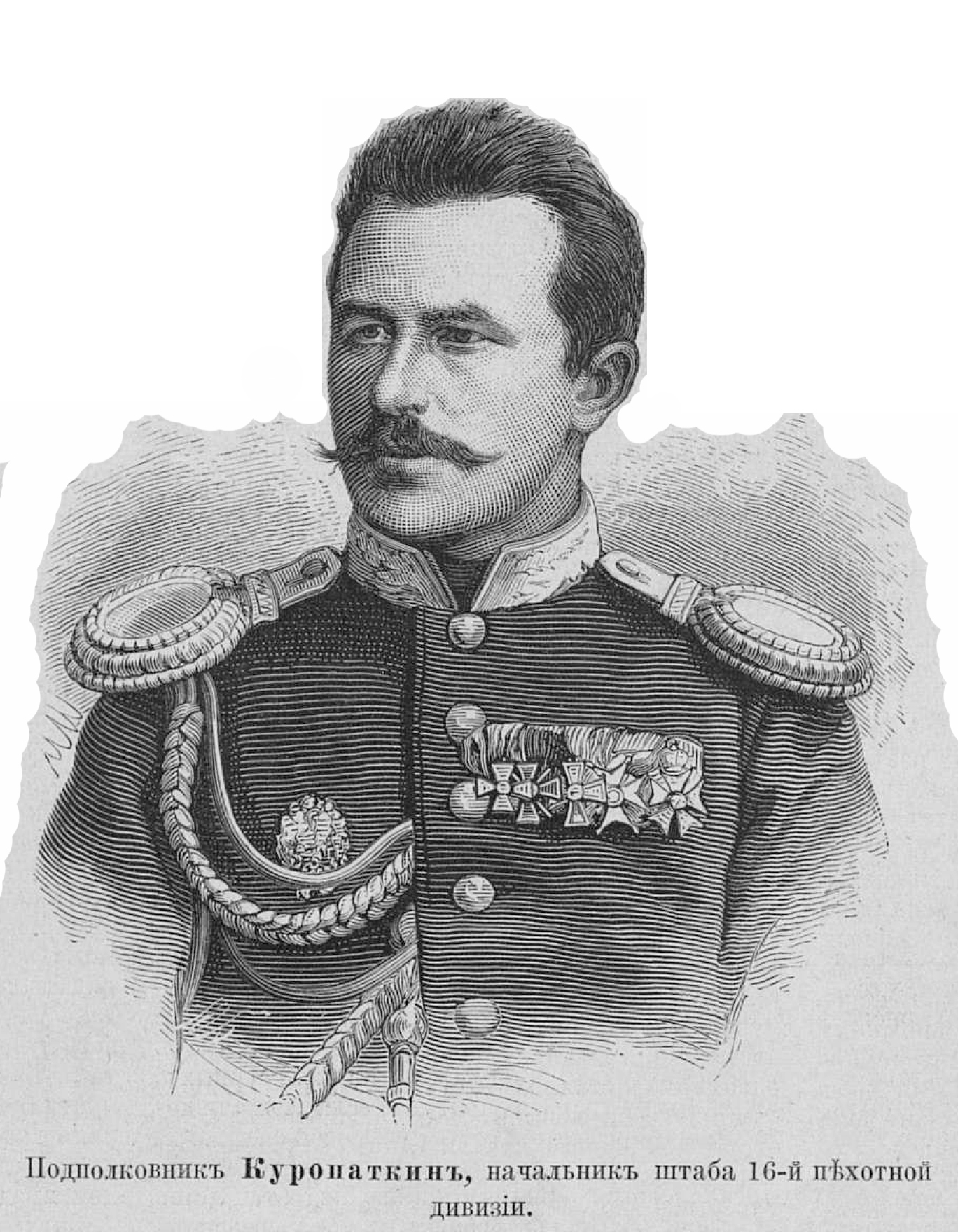
Подполковник А. Н. Куропаткин, 1877 год

В начале 1877 года Куропаткин недолгое время состоял при главном штабе, а в июле 1877 был назначен обер-офицером для поручений при главнокомандующем действующей армией и направился на театр военных действий Русско-турецкой войны (1877—1878).
В сентябре 1877 года назначен начальником штаба 16-й пехотной дивизии, в каковой должности пробыл до сентября 1878 года.
6 сентября 1878 назначен заведующим азиатской частью главного штаба.
С 14 августа 1879 — командующий Туркестанской стрелковой бригадой.
В Ахал-Текинской экспедиции — начальник авангарда Кульджинского отряда (1880), с 7 октября 1880 — начальник Туркестанского отряда (3 роты, 2 сотни, 2 орудия и 2 ракетных станка).
Совершив тяжёлый 18-дневный переход в 500 вёрст через пустыню от озера Чагыл в Аму-Дарьинский отдел к Бами, присоединился к войскам генерала Скобелева, действовавшим против Геок-Тепе.
При штурме этой крепости 12 января 1881 года Куропаткин, командуя главной штурмовой колонной (11 с половиной рот, 1 команда, 9 орудий), ворвался по минному обвалу в крепость, положив основание полной победе русских войск. За это Куропаткин был награждён орденом Святого Георгия 3-й степени.
29 января 1882 года Куропаткин был произведён в генерал-майоры.
В 1883—1890 годах служил в Главном штабе.
В 1890 году был произведен в генерал-лейтенанты с назначением начальником и командующим войсками Закаспийской области.
За время его управления областью были достигнуты крупные результаты.
Из пустынной страны, не имевшей ни дорог, ни городов, со слабыми зачатками торговли и промышленности, с кочевым населением, промышлявшим грабежом и разбоем, Закаспийская область превратилась в благоустроенный край с развитым земледелием, торговлей и промышленностью.
Заботами Куропаткина возникли русские школы, проведена реформа судебной части, привлечены многочисленные поселенцы из внутренних губерний.
В 1895 году Куропаткин был послан во главе чрезвычайного посольства в Тегеран, для сообщения персидскому шаху о вступлении на престол Николая II.

### Военный министр
1 января 1898 года назначен управляющим Военным министерством, а 1 июля того же года — военным министром, в каковой должности состоял до 7 февраля 1904 года.
Главные мероприятия, проведенные за время управления Куропаткиным военным министерством, сводились к следующему.

А. Н. Куропаткин

По офицерскому составу Куропаткин поставил задачей улучшение командного состава армии, а также условий службы и быта офицеров: было значительно увеличено содержание строевым офицерам, увеличены квартирные оклады, улучшена постановка офицерских собраний и экономических обществ, приняты меры к омоложению армии установлением предельного возраста для строевых офицеров и для кандидатов на высшие должности, введены новые правила чинопроизводства, что внесло большую справедливость и равномерность в прохождении службы, значительно расширены права офицеров на отпуска.
Проведены серьёзные меры к поднятию общего уровня образования офицерского корпуса: 2-летний курс юнкерских училищ преобразован в 3-летний, открыто 7 новых кадетских корпусов, учреждены курсы для подготовки офицеров-воспитателей, переработано положение об Академии Генерального штаба, внесены изменения в её программу, переработан штат академии и возведены новые здания.
Увеличены сроки прикомандирования офицеров генерального штаба к строевым частям.
В отношении нижних чинов внимание Куропаткина привлекли многие печальные стороны русской армии: русский солдат в отношении пищи, одежды, жилища и содержания был обставлен несравненно хуже, чем солдаты других армий. Удовлетворить все колоссальные нужды солдатского состава армии оказалось невозможным за недостатком средств. Проведённые Куропаткиным мероприятия были направлены главным образом к поднятию нравственного уровня солдата: по удовлетворению религиозных нужд, отмене телесных наказаний, организации бесед, чтений, игр. В материальном отношении было улучшено казарменное расположение, введено чайное довольствие, введены походные кухни, дано большое развитие солдатским лавочкам и чайным, утверждена новая табель довольствия в военное время.
Для достижения лучшего в физическом отношении контингента повышены требования по приёму новобранцев.
Меры к привлечению сверхсрочно служащих унтер-офицеров оказались малоуспешными по недостатку средств.
В мобилизационном отношении увеличена готовность войсковых частей, улучшена подготовка чинов запаса, увеличен запас офицеров, обеспечено формирование ополченских частей, издано новое положение о военно-конской повинности, впервые произведена фактическая поверка призыва запасных и поставки лошадей.
В отношении обучения войск увеличено число войск, привлекаемых на подвижные сборы, расширено применение больших маневров, выделено свыше 1½ миллиона рублей на покупку участков земли для учебных целей войск.
В организационном отношении: штабы Петербургского, Московского, Одесского, Киевского, Туркестанского и Приамурского военных округов преобразованы по образцу западных пограничных военных округов. Главный штаб также переформирован для согласования с преобразованием штабов округов, в его составе сформированы управления: генерал-квартирмейстерское, дежурного генерала, военных сообщений и военно-топографическое.
Были преобразованы управления азиатских военных округов. Омский и Иркутский округа соединены в Сибирский военный округ, Закаспийская область и Семиреченская область присоединены к Туркестанскому военному округу. Были сформированы управления 8 армейских корпусов и во всех корпусных управлениях учреждены должности корпусных интендантов. Были упразднены особые финские войска, кроме гвардейского батальона, входившего в состав гвардейской стрелковой бригады.
По артиллерийской части закончено перевооружение ручным огнестрельным оружием и выполнено перевооружение полевой артиллерии 76-мм скорострельными пушками, началось испытание пулемётов и сформированы первые пулемётные роты, продолжались работы по постепенному снабжению новыми образцами крепостной и осадной артиллерии.
По интендантской части впервые применен опыт закупки провианта у производителей (помещиков и земств), введено широкое производство консервов, издано положение о полевых хлебопекарнях, учрежден интендантский офицерский курс.
По отношению к казачьим войскам улучшено материальное положение офицеров, облегчен денежным пособием исправный выход на службу казаков, был спроектирован и начат ряд мер к поднятию благосостояния казаков, в частности по земельному устройству.
С 1906 года — член Государственного совета, однако по занимаемой должности военного министра он участвовал в его заседаниях с 1898 года.

### Русско-японская война

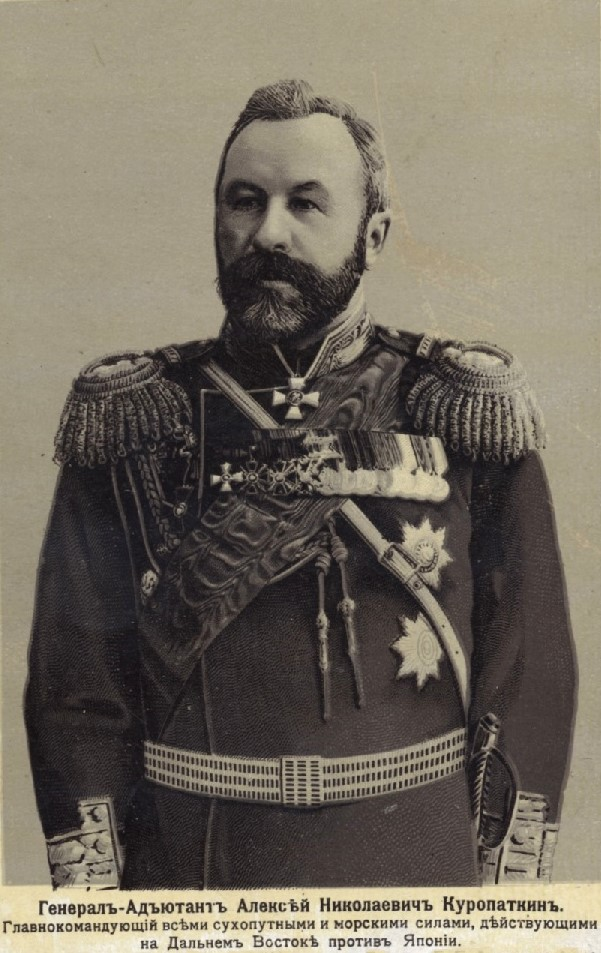
Куропаткин А. Н., генерал-адъютант, 1904 г.

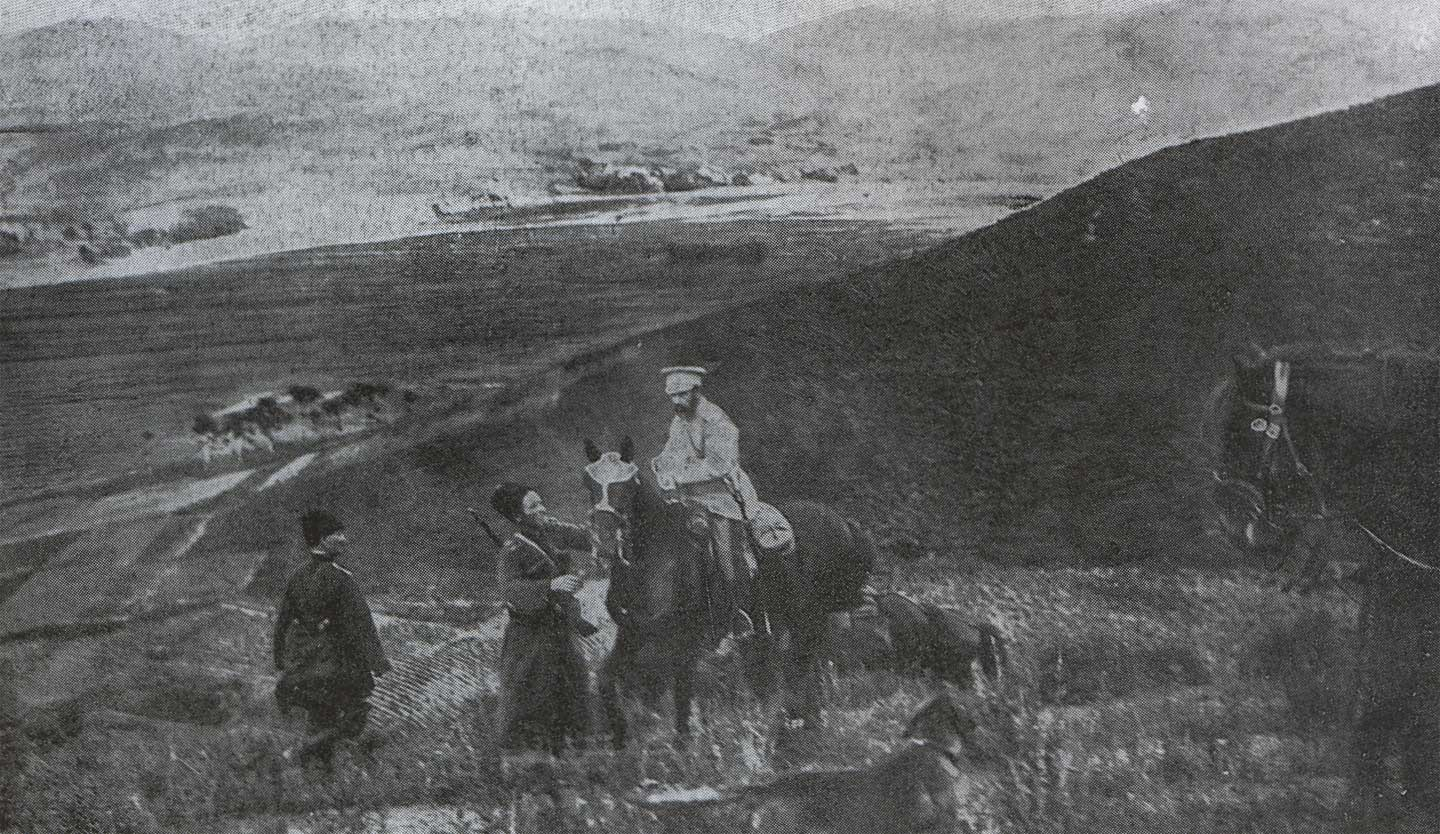
А. Н. Куропаткин во время сражения при Ляояне.

Командующий Маньчжурской армией, действующей против японцев (7 февраля — 13 октября 1904), Главнокомандующий всеми сухопутными и морскими вооружёнными силами, действующими против Японии (13 октября 1904 — 3 марта 1905), командующий 1-й Маньчжурской армией (8 марта 1905 — 3 февраля 1906).
Командовал русскими войсками в сражениях при Ляояне, Шахэ, Сандепу и Мукдене, ни одно из которых не закончилось победой русских войск.
После сражения при Мукдене Куропаткин в виду реорганизации Маньчжурской армии и в силу имевшего место до сражения нарушения субординации (Гриппенберг и др.) просил о замене его на должности главнокомандующего. После снятия с должности он сам уже по дороге в столицу попросил императора об оставлении в армии с понижением в должности.
Его просьба была удовлетворена.
В Советской исторической энциклопедии этот период деятельности Куропаткина оценивается следующим образом:
Куропаткин, не обладая талантом крупного военачальника, проявил нерешительность в руководстве войсками. Боязнь риска, постоянные колебания, неумение организовать взаимодействие отд. соединений, недоверие к подчинённым и мелочная опека характеризовали стратегию Куропаткина, что было одной из гл. причин поражения в рус.-япон. войне 1904-05.
Стоит указать, что полководческий талант Куропаткина в период русско-японской войны оценивался в советской историографии весьма невысоко. Современные исследователи более благосклонны к действиям генерала, выявив ряд объективных обстоятельств, не позволивших ему в полной мере реализовать свои тактические замыслы.
В 1907—1914 годах проживал в Петербурге по адресу: Таврическая улица, 35 (доходный дом И. И. Дернова).

### Первая мировая война
После начала мировой войны подал прошение об отправке на фронт, однако назначения не получил из-за неприязненного отношения к нему верховного главнокомандующего великого князя Николая Николаевича.

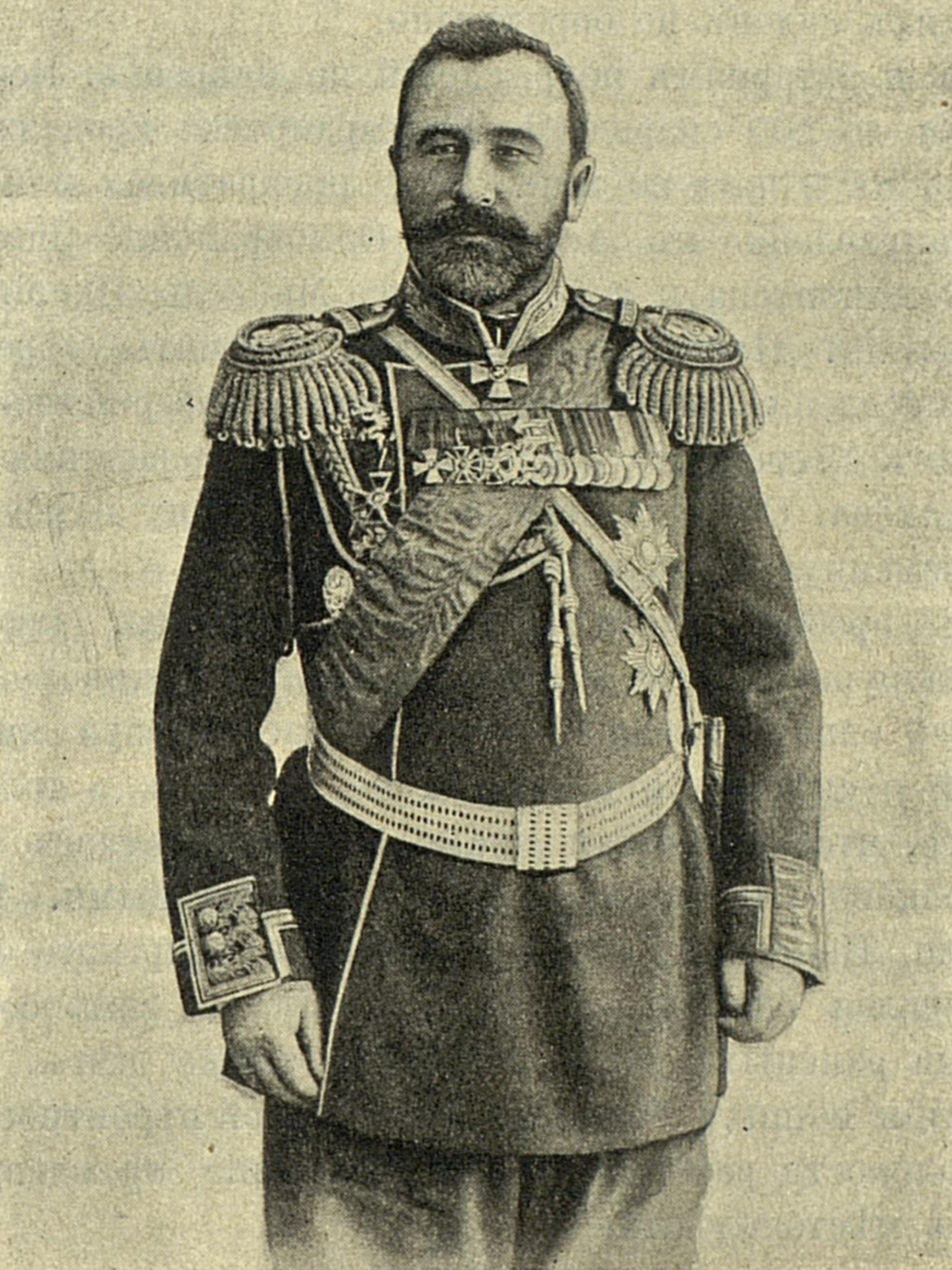
Генерал А. Н. Куропаткин

После вступления Николая II в должность верховного главнокомандующего Куропаткин 12 сентября 1915 был назначен командовать гренадерским корпусом. 
6 февраля 1916 года получил назначение на пост главнокомандующего армиями Северного фронта, занимавшего фронт вдоль Западной Двины и защищавшего путь к Петрограду.
В марте 1916 года Куропаткин предпринял ограниченное наступление частью войск Северного фронта.
На участке 12-й армии 8(21) марта 13-я Сибирская стрелковая дивизия начала наступление в районе Куртенгофа под Ригой.
Овладев тремя линиями окопов, но охваченная с флангов, она была вынуждена отойти на прежние позиции.
Более крупное наступление было предпринято 8-13 (21-26) марта в районе Якобштадтского плацдарма силами нескольких дивизий (3-я стрелковая, 1-я Кавказская стрелковая, 73-я пехотная) под командованием генералов Гандурина и Слюсаренко. Русские войска продвинулись на некоторых участках на 2-3 километра вперёд.

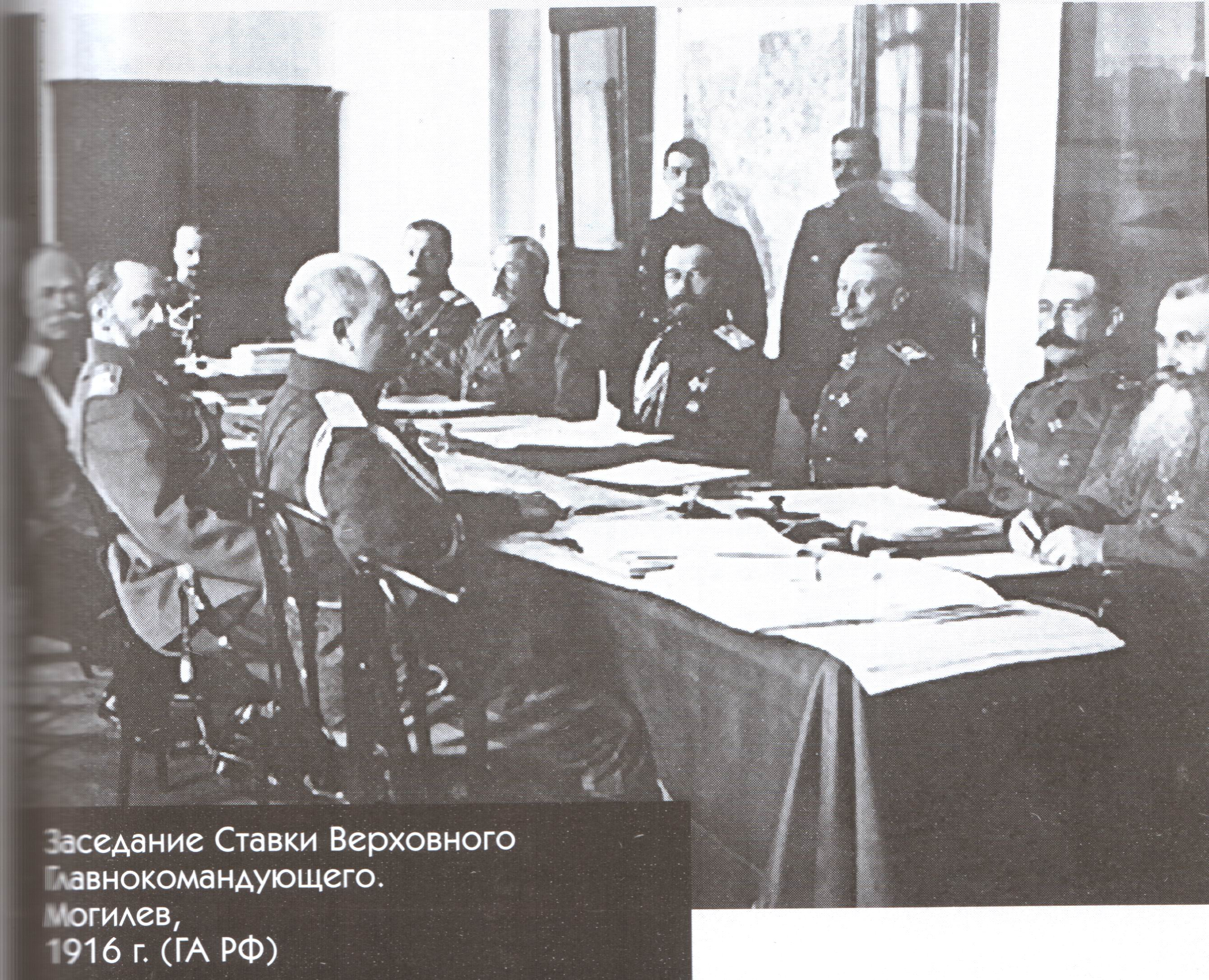
А. Н. Куропаткин сидит по правую руку от Николая II

1(14) апреля Куропаткин участвовал в совещании в Ставке под председательством Николая II, на котором обсуждались стратегические вопросы.
В своём выступлении Куропаткин привёл ряд причин, повлёкших за собой неудачу мартовского наступления, а именно: несоответственное употребление артиллерии, дурную погоду и отсутствие сносных дорог в районе атак.
Согласно директиве русской Ставки главного командования от 24 апреля 1916 года, Куропаткин должен был обеспечить наступление на участке вверенного ему Северного фронта.
Однако, в нарушение как этой директивы, так и следующей — от 26 июня, и при попустительстве Верховного главнокомандующего Николая II, после начала Брусиловского прорыва на Юго-Западном фронте, бездействовал 1,5 месяца и в итоге ограничился попыткой наступления на Бауск 9 июля силами 12-й армии под командованием генерала Р. Д. Радко-Дмитриева.
6-дневные бои не дали результатов, потери 12-й армии составили 15 000 человек.
Главнокомандующий Юго-Западным фронтом генерал А. А. Брусилов в своих мемуарах так описал реакцию российского общества на результаты Брусиловского прорыва:
Вся Россия ликовала, имена Эверта и, в особенности, Куропаткина осуждались.
С 22 июля 1916 года Куропаткин — Туркестанский генерал-губернатор и командующий войсками Туркестанского военного округа, а также войсковой наказной атаман Семиреченского казачьего войска.
Русский дипломат С. В. Чиркин так отзывался о его деятельности в этот период:
Назначение А. Н. Куропаткина главным начальником Туркестанского края нельзя было не признать крайне своевременным и удачным. Он был уже по прежней своей деятельности крайне популярен среди всех народностей, населяющих Туркестан. Он любил туземцев, был доступен для них и внимательно входил во все их нужды, зная хорошо их быт. Менее чем через два месяца по прибытии в Ташкент рядом лёгких мер при посредстве преданных ему влиятельных туземцев он добился не только того, что вызванное вышеуказанными распоряжениями брожение среди населения прекратилось, но даже своевременно без ропота формировались этапные тыловые рабочие отряды и отправлялись на фронт.

### После революции

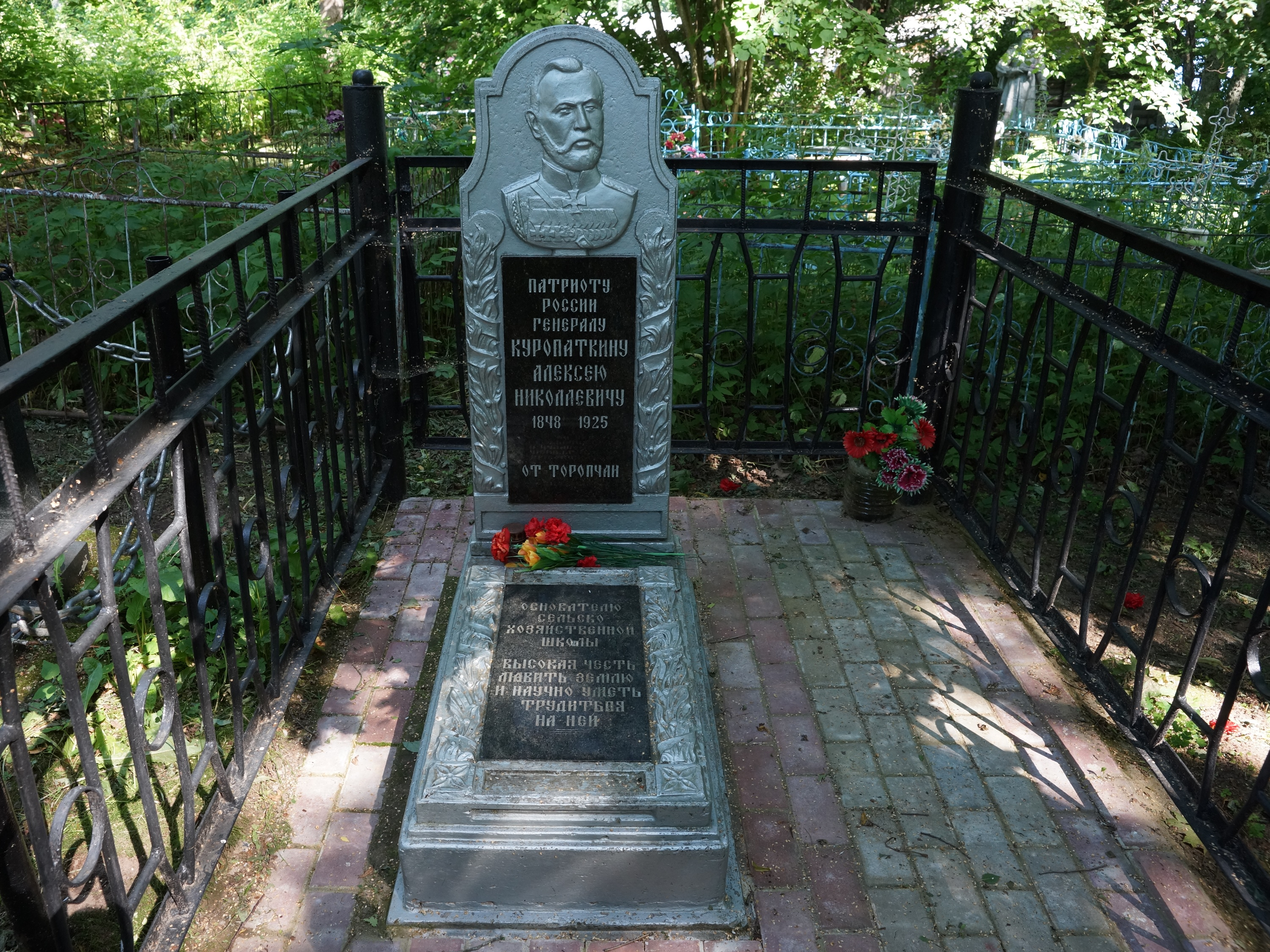
Могила А. Н. Куропаткина в деревне Наговье

Во время Февральской революции Куропаткин был в Петрограде. По воспоминаниям Юрия Галича, Куропаткин присутствовал на офицерском митинге, состоявшемся 1 марта 1917 года в собрании армии и флота:
В зале было полно. Со всех сторон виднелись знакомые лица. Неподалёку от входных дверей, в ветхом, замызганном пальтишке, с предусмотрительно срезанными с погон царскими вензелями, стоял генерал-адъютант Куропаткин. Его лицо смышлёного мужичка, хозяина чайной или плутоватого целовальника, выражало живейшее любопытство. В острых щёлочках глаз скользила хитренькая улыбка.
После Февральской революции права Куропаткина как командующего войсками Туркестанского военного округа были подтверждены телеграммой военного министра Временного правительства Гучкова, и он сохранил свой пост.
Однако весной 1917 года Куропаткин был смещён со своего поста Ташкентским Советом солдатских и рабочих депутатов, помещён под домашний арест и отправлен в Петроград, где освобождён Временным правительством.
5 июня 1917 года назначен членом Александровского комитета о раненых.
Жил в Псковской губернии.
После Октябрьской революции преподавал в основанной им сельской школе и заведовал Наговской волостной библиотекой в селе Шешурино Тверской области.
Известия об убийстве Куропаткина бандитами несостоятельны и имеют происхождением указание М. Н. Покровского в «Красном архиве» в 1924 г. (то есть ещё при жизни Куропаткина).

## Портреты

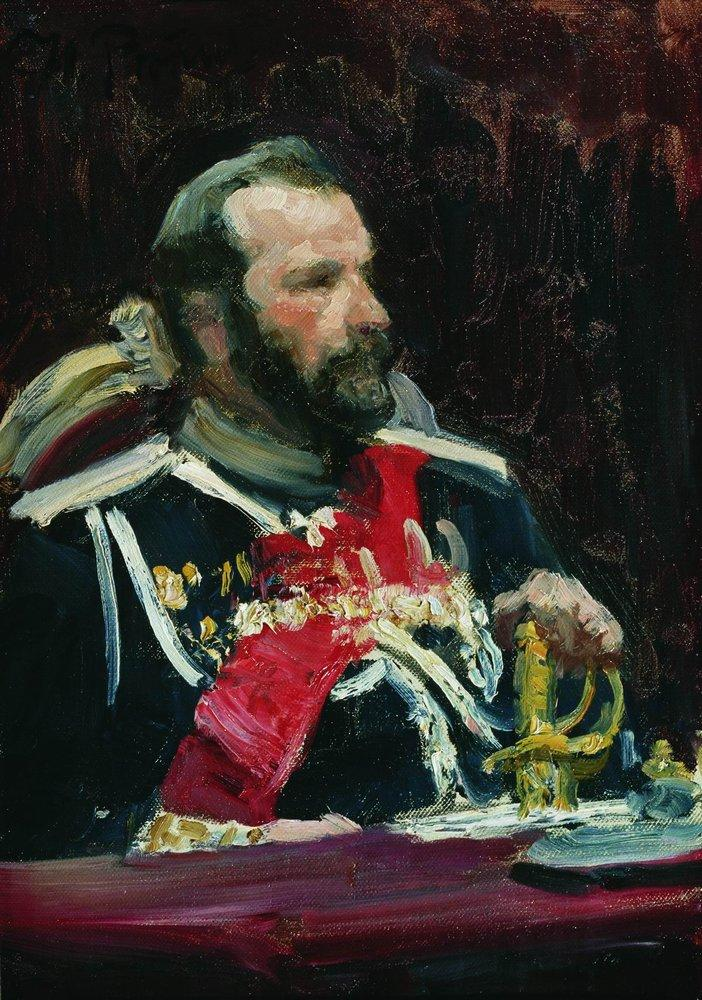
Портрет работы Ильи Репина, 1903 г.  Этюд к картине «Торжественное заседание Государственного совета 7 мая 1901 года».
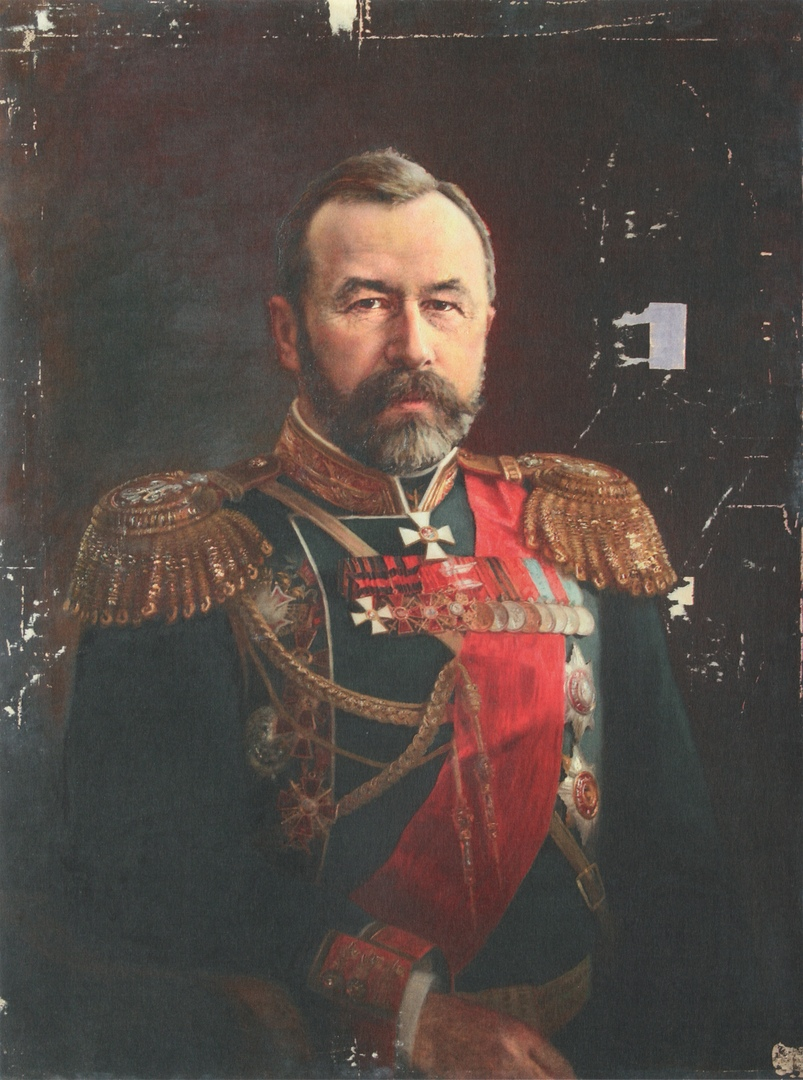
Портрет работы Александра Першакова, 1905 г.
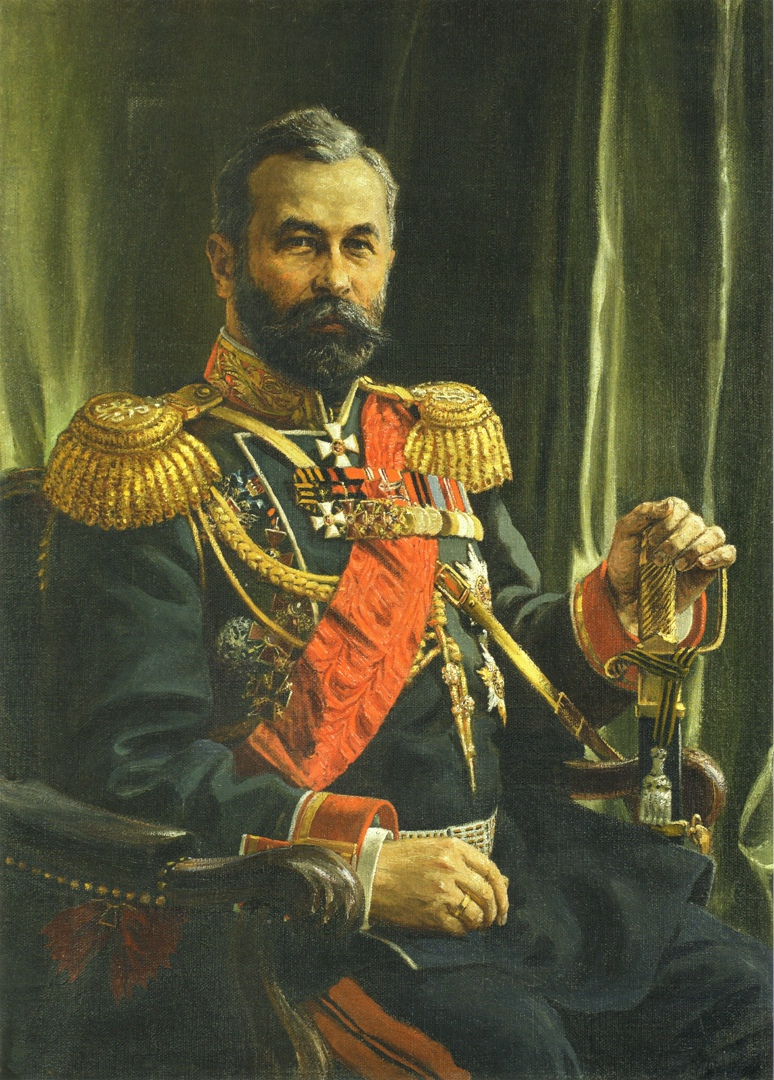
Портрет работы Владимира Пояркова, после 1905 г.

## Военные чины
- Вступил в службу (19.01.1864)[15]
- Подпоручик (08.08.1866)
- Поручик «за боевые отличия» (02.01.1868)
- Штабс-капитан «за отличие по службе» (11.08.1870)
- Капитан «за отличие по службе» (01.04.1874)
- Подполковник «за отличие по службе» (06.11.1877)
- Полковник «за отличие по службе» (10.07.1878)
- Генерал-майор «за отличие по службе» (29.01.1882)
- Генерал-лейтенант «за отличие по службе» (27.03.1890)
- Генерал от инфантерии (01.01.1901)
- Генерал-адъютант (14.04.1902)

## Награды
- Орден Святого Станислава 3-й степени с мечами и бантом (27.06.1869)[15]
- Орден Святой Анны 3-й степени с мечами и бантом (27.06.1869)
- Орден Святого Георгия 4-й степени (29.12.1876)
- Орден Святого Владимира 4-й степени с мечами и бантом (26.01.1877)
- Орден Святого Станислава 2-й степени с мечами (20.11.1877)
- Золотая сабля с надписью «За храбрость» (16.12.1877)
- Орден Святой Анны 2-й степени с мечами (28.12.1878)
- Орден Святого Владимира 3-й степени с мечами (17.04.1879)
- Орден Святого Георгия 3-й степени (24.01.1881)
- Орден Святого Станислава 1-й степени (16.07.1883)
- Орден Святой Анны 1-й степени (30.08.1886)
- Орден Святого Владимира 2-й степени (30.08.1888)
- Орден Белого орла (30.08.1893)
- Орден Святого Александра Невского (14.05.1896)
- Бриллиантовые знаки к ордену Святого Александра Невского (07.02.1904)
- Орден Святого Владимира 1-й степени (08.08.1916)

Иностранные:
- Французский орден Почётного легиона, кавалерский крест (1875)
- Мекленбург-Шверинский орден Вендской короны (1879)
- Сербский орден Таковского креста (1878)
- Сербская золотая медаль «За храбрость» (1878)
- Черногорская медаль «За храбрость» (1879)
- Персидский орден Льва и Солнца 2-й степени (1882)
- Бухарский орден Благородной Бухары 1-й степени с алмазами (1892)
- Портрет персидского шаха с алмазами (1895)
- Персидская зелёная лента (1895)
- Бухарский орден Короны государства Бухары (1895)
- Французский орден Почётного легиона, крест великого офицера (1896)
- Тунисский орден Нишан-Ифтикар, крест (1897)
- Бухарский орден Искандер-Салис (1898)
- Французский орден Почётного легиона, большой крест (1899)
- Румынский орден Звезды Румынии, большой крест (1899)
- Болгарский орден «Святой Александр» 1-й степени с бриллиантами (1884)
- Черногорский орден Князя Даниила I 1-й степени (1900)
- Турецкий орден Османие 1-й степени с бриллиантами (1901)
- Абиссинский орден Звезды Эфиопии 1-й степени с лентой (1901)
- Сербский орден Белого орла 1-й степени (1901)

## Семья
Родоначальником семейства Куропаткиных был унтер-офицер Емельян Куропаткин, выходец из крепостных Екатеринославской губернии. Приблизительно в мае 1817 года у него родился сын Николай (отец Алексея Николаевича).
Окончив последовательно школу военных кантонистов и школу топографов, Николай Емельянович с 1833 года служил в роте топографов Военно-Топографического депо.
В первый офицерский чин прапорщика он был произведен в 1844 году, в подпоручики — в 1849 году, в поручики — в 1854 году, в штабс-капитаны — в 1859 году.
Николай Емельянович преподавал топографию в Санкт-Петербургском кадетском корпусе с 1852 года.
Женился на Александре Павловне Арбузовой, дочери капитана 2-го ранга Павла Петровича Арбузова.
У Н. Е. Куропаткина было 7 детей, в том числе Алексей Николаевич, который унаследовал приданое матери — село Шешурино Наговской волости Холмского уезда Псковской губернии (ныне Торопецкий район Тверской области).
А. Н. Куропаткин был женат дважды.
Его первая жена Клара Эмилия Цецилия Эрнестовна фон Прюссинг (1861 — после 1919), была дочерью майора.
Детей у них не было. Брак был расторгнут 02.05.1890, но бывшие супруги остались в дружеских отношениях.
От второй жены Александры Михайловны (в первом браке Щербинская, урожденная Тимофеева) в 1892 году родился сын Алексей. Окончил химический факультет Санкт-Петербургского университета. Взят под арест летом 1919 по делу «Национального центра»; по письмам его жены Ольги Ивановны (урожденной Люси Кубинек; брак заключен в Киеве в 1916) расстрелян в Москве, на Лубянке, в середине января 1920.
У Алексея Алексеевича Куропаткина было двое детей Алексей (1916) и Георгий (1918). О судьбах его детей и жены достоверных сведений не сохранилось.

## Память
- В 2019 году в г. Торопец Тверской области установлен бронзовый памятник генералу Куропаткину.
- Имя А. Н. Куропаткина присвоено Шешуринскому сельскому филиалу Торопецкой Центральной библиотеки Тверской области[16].

## Интересные факты
- Владимир Набоков упоминает о встрече с А. Н. Куропаткиным в своем автобиографическом романе «Другие берега».

У меня впрочем есть в памяти и более ранняя связь с этой войной. Как-то в начале того же года, в нашем петербургском особняке, меня повели из детской вниз, в отцовский кабинет, показаться генералу Куропаткину, с которым отец был в коротких отношениях. Желая позабавить меня, коренастый гость высыпал рядом с собой на оттоманку десяток спичек и сложил их в горизонтальную черту, приговаривая: "Вот это — море — в тихую — погоду". Затем он быстро сдвинул углом каждую чету спичек, так чтобы горизонт превратился в ломаную линию, и сказал: "А вот это — море в бурю"...
- Михаилу Скобелеву приписывают следующие слова, сказанные им Куропаткину:

Помни, что ты хорош на вторые роли. Упаси тебя Бог когда-нибудь взять на себя роль главного начальника; тебе не хватает решимости и твердости воли… Какой бы великолепный план ты ни разработал, ты никогда его не сумеешь довести до конца…
- В Российском государственном военно-историческом архиве хранится фонд А. Н. Куропаткина, насчитывающий 800 000 листов[18].

## Труды
- Алжирия. СПб., типография В. А. Полетики, 1877 (Электронный ресурс РГБ);
- Очерки Кашгарии. СПб., типография В. А. Полетики, 1878;
- Кашгария. Историко-географический очерк страны, её военные силы, промышленность и торговля. СПб., издание ИРГО, 1879 (Электронный ресурс РГБ, Электронная копия на archive.org);
- Туркмения и туркмены. СПб., типография В. А. Полетики, 1879 (Электронный ресурс РГБ);
- Ловча, Плевна и Шейново. (Из истории Русско-турецкой войны 1877—1878 гг.). СПб., типография В. А. Полетики, 1881 (Электронный ресурс РГБ);
- Действия отрядов генерала Скобелева в Русско-турецкую войну 1877—78 годов. Ловча и Плевна. С картою и планами. СПб., военная типография ГШ, 1885 (Электронный ресурс РГБ);
- Артиллерийские вопросы. СПб., типография Департамента Уделов, 1885 (Электронный ресурс РГБ);
- Завоевание Туркмении. (Поход в Ахал-теке в 1880—1881 гг.). С очерком военных действий в Средней Азии с 1839 по 1876 г. Санкт-Петербург : В. Березовский, 1899. Восточная литература. Дата обращения: 12 февраля 2011., а также (Электронный ресурс РГБ);
- Всеподданнейший отчет генерал-лейтенанта Куропаткина о поездке в Тегеран в 1895 г. // Сведения о Персии и Афганистане. СПб.: Воен. тип., 1902. — С. 1—65. — (Добавление к Сборнику материалов по Азии № 6).
- Записки о русско-японской войне. Итоги войны. 1906 (Электронный ресурс РГБ, ); перевод работы на англ. яз.: The Russian Army and the Japanese war : being historical and critical comments on the military policy and power of Russia and on the campaign in the Far East / by General Kuropatkin; translated by A. B. Lindsay; edited by E. D. Swinton. Westport, Conn.: Hyperion Press, 1977.
- Россия для русских. Задачи русской армии. СПб., 1910. Т. 1- 3.(Электронный ресурс РГБ);
- Русско-китайский вопрос. СПб., типография т-ва А. С. Суворина, 1913 (Электронный ресурс РГБ);
- Были опубликованы некоторые фрагменты из обширных дневников Куропаткина:
  - Японские дневники А. Н. Куропаткина (с 27 мая по 1 июля 1903 года)
  - «Красный архив»:
    - Записи с 28 августа 1898 г. по 9 января 1899 г. — 1932, № 5-6 (54-55), стр. 55—67.
    - Записи с 17 ноября 1902 по 7 февраля 1904 г. Тетради № 16-19. Предисл. М. Н. Покровского. — 1922, № 2 стр. 5—117.
    - Записи с 14 февраля по 25 марта 1904 г. Подг. А. Н. 3айончковский. — 1924, № 5, стр. 82—101.
    - Записи с 31 марта по 20 ноября 1904 г. Тетрадь № 21, 22. Предисл. С. Будкевича. — 1935, № 1 (68), стр. 65—96; № 2-3 (69-70), стр. 101—126.
    - Записи с 23 октября по 12 марта 1906 г. Тетрадь № 27. 1924, № 7, стр. 55—69; — 1925, № 1 (8), стр. 70—100.
    - Записи с 23 июля по 10 ноября 1916 г. Предисл. И. Галузо. — 1929, № 3 (34), стр. 39—94.
    - Записи с 6 марта по 15 мая 1917 г. Тетрадь № 36. Предисл. М. Н. Покровского. — 1927, № 1(20), стр. 56—77.